# Blanchissage
Pour les articles homonymes, voir Blanchiment.
Le blanchissage (en anglais shutout) désigne l'incapacité d'une équipe à inscrire un but (ou un point) à l'équipe adverse en hockey sur glace et en baseball. 
Au football, clean sheet désigne la performance par laquelle une équipe n’encaisse aucun but au cours d’un match. Cette expression provient d’Angleterre, à l’époque où les scores étaient inscrits sur des feuilles de papier, vierges lorsque l’équipe n’encaissait aucun but. Un clean sheet est souvent le signe d’une défense efficace et performante. Elle désigne également le fait, pour un gardien de but, de ne pas encaisser de but pendant un match.

## Hockey

### Généralités
Un gardien de but effectue un blanchissage quand aucun but n’est marqué contre lui pendant un match, ce qui exclut la phase des tirs de fusillade. Il faut également qu'il soit le seul gardien de l'équipe à avoir joué. 
Dans le cas où plusieurs gardiens participent au blanchissage, celui-là est crédité à l'équipe pour laquelle évoluent les gardiens, mais aucun des deux n'est crédité du blanchissage dans sa fiche. Dans la Ligue nationale de hockey, cela est arrivé à plusieurs reprises :
- le 3 avril 1983 : les Capitals de Washington gagnent 3-0 contre les Rangers de New York avec Al Jensen devant le but pendant les deux premières périodes et Pat Riggin pour la troisième[2] ;
- le 23 novembre 2006 : les Predators de Nashville l'ont emporté 6-0 sur les Canucks de Vancouver grâce à Tomáš Vokoun. Il doit quitter la rencontre sur blessure et est remplacé par Chris Mason qui a terminé le travail[3] ;
- le 1er décembre 2009 : les Maple Leafs de Toronto l'emportent 3-0 sur les Canadiens de Montréal grâce à Jonas Gustavsson, qui doit quitter le match à la suite de problèmes cardiaques. Il est remplacé par Joey MacDonald, qui joue les deux périodes suivantes[4] ;
- le 26 mars 2013 : les Penguins de Pittsburgh s'imposent 1-0 contre les Canadiens de Montréal grâce à Marc-André Fleury, qui est remplacé à cause d'une blessure. Il est suppléé par Tomáš Vokoun, qui dispute la troisième période[5].

### Records
Voir aussi records de gardiens
- Ligue nationale de hockey : le record est détenu par Martin Brodeur qui a réalisé 125 blanchissages des saisons 1991-1992 à 2013-2014, dont 124 blanchissages au sein de la franchise  des Devils du New Jersey. Le deuxième au classement est Terry Sawchuk qui a réalisé 103 blanchissages en jouant de 1949 à 1970 au sein de cinq franchises  différentes : les Red Wings de Détroit, les Bruins de Boston, les Maple Leafs de Toronto, les Kings de Los Angeles et enfin les Rangers de New York[6].

## Baseball
Au baseball, un blanchissage est une partie complète où l'opposition ne marque aucun point. Un blanchissage peut être effectué par une équipe ou un seul lanceur. Le record de la Ligue majeure de baseball est détenu par Walter Johnson qui a joué toute sa carrière avec les Senators de Washington entre 1907 et 1927. Il a enregistré 110 blanchissages en 21 saisons. Le meilleur total depuis 1950 est 61 par Nolan Ryan et Tom Seaver (7e place de tous les temps). Le meilleur total par un joueur qui joue actuellement dans les Ligues majeures est 46 par Roger Clemens (1984-2007), à égalité pour la 26e place de tous les temps.
Un Match sans point ni coup sûr est comme son nom l'indique un match complet sans coup sûr, mais très rarement les frappeurs marquent un point sans coup sûr. Pourtant un match parfait est un match où aucun joueur n'atteint les buts - 27 retraits pour 27 frappeurs.  Un match parfait est donc un match sans point ni coup sûr, un blanchissage et une victoire et, à la différence du match sans point ni coup sûr, aucun but sur balles n’est accordé non plus.

## Football

### Liste des gardiens avec le plus de clean sheet en carrière
Les joueurs encore en activité  sont inscrits en caractères gras.
| Rang | Nom                     | Pays                    | En club | En sélection | Total |
| ---- | ----------------------- | ----------------------- | ------- | ------------ | ----- |
| 1    | Gianluigi Buffon        | Drapeau de l'Italie     | 429     | 77           | 506   |
| 2    | Ray Clemence            | Drapeau de l'Angleterre | 423     | 27           | 450   |
| 3    | Dino Zoff               | Drapeau de l'Italie     | 384     | 62           | 446   |
| 4    | Iker Casillas           | Drapeau de l'Espagne    | 340     | 102          | 442   |
| 4    | Edwin van der Sar       | Drapeau des Pays-Bas    | 368     | 72           | 440   |
| 6    | Manuel Neuer            | Drapeau de l'Allemagne  | 353     | 51           | 404   |
| 7    | Petr Čech               | Drapeau de la Tchéquie  | 342     | 57           | 399   |
| 8    | Pepe Reina              | Drapeau de l'Espagne    | 359     | 21           | 380   |
| 9    | Andoni Zubizarreta      | Drapeau de l'Espagne    | 310     | 57           | 367   |
| 10   | Michel Preud'homme      | Drapeau de la Belgique  | 340     | 26           | 366   |
| 11   | Peter Shilton           | Drapeau de l'Angleterre | 297     | 66           | 363   |
| 12   | David Seaman            | Drapeau de l'Angleterre | 295     | 40           | 335   |
| 13   | Oliver Kahn             | Drapeau de l'Allemagne  | 293     | 29           | 322   |
| 14   | Hugo Lloris             | Drapeau de la France    | 256     | 63           | 319   |
| 15   | Jens Lehmann (football) | Drapeau de l'Allemagne  | 278     | 31           | 309   |
| 16   | Jean-Luc Ettori         | Drapeau de la France    | 303     | 3            | 306   |
| 17   | Dany Verlinden          | Drapeau de la Belgique  | 295     | 2            | 297   |
| 18   | Gianluca Pagliuca       | Drapeau de l'Italie     | 276     | 19           | 295   |
| 19   | David James             | Drapeau de l'Angleterre | 271     | 21           | 292   |
| 20   | Fabien Barthez          | Drapeau de la France    | 237     | 51           | 288   |
| 21   | Peter Schmeichel        | Drapeau du Danemark     | 236     | 51           | 287   |
| 22   | Víctor Valdés           | Drapeau de l'Espagne    | 275     | 12           | 287   |
| 23   | Walter Zenga            | Drapeau de l'Italie     | 243     | 40           | 283   |
| 24   | Lev Yachine             | Drapeau de l'URSS       | 178     | 25           | 271   |
| 25   | Francesco Toldo         | Drapeau de l'Italie     | 252     | 18           | 270   |
| 26   | Bernard Lama            | Drapeau de la France    | 243     | 24           | 267   |
| 27   | Paco Buyo               | Drapeau de l'Espagne    | 259     | 5            | 264   |
| 28   | Grégory Coupet          | Drapeau de la France    | 245     | 20           | 265   |
| 29   | Steve Mandanda          | Drapeau de la France    | 250     | 14           | 264   |
| 30   | Sepp Maier              | Drapeau de l'Allemagne  | 219     | 43           | 262   |
| 31   | Santiago Cañizares      | Drapeau de l'Espagne    | 233     | 28           | 261   |
| 32   | Mark Schwarzer          | Drapeau de l'Australie  | 221     | 40           | 261   |
| 33   | Dida (football, 1973)   | Drapeau du Brésil       | 206     | 48           | 254   |
| 34   | Ulrich Ramé             | Drapeau de la France    | 240     | 6            | 246   |
| 35   | David de Gea            | Drapeau de l'Espagne    | 223     | 21           | 244   |